# Пінілья-дель-Кампо
Пінілья-дель-Кампо (ісп. Pinilla del Campo) — муніципалітет в Іспанії, у складі автономної спільноти Кастилія-і-Леон, у провінції Сорія. Населення — 21 особа (2010).
Муніципалітет розташований на відстані близько 200 км на північний схід від Мадрида, 32 км на схід від Сорії.

## Демографія
Динаміка населення (INE ):